# Туризм в Австралії

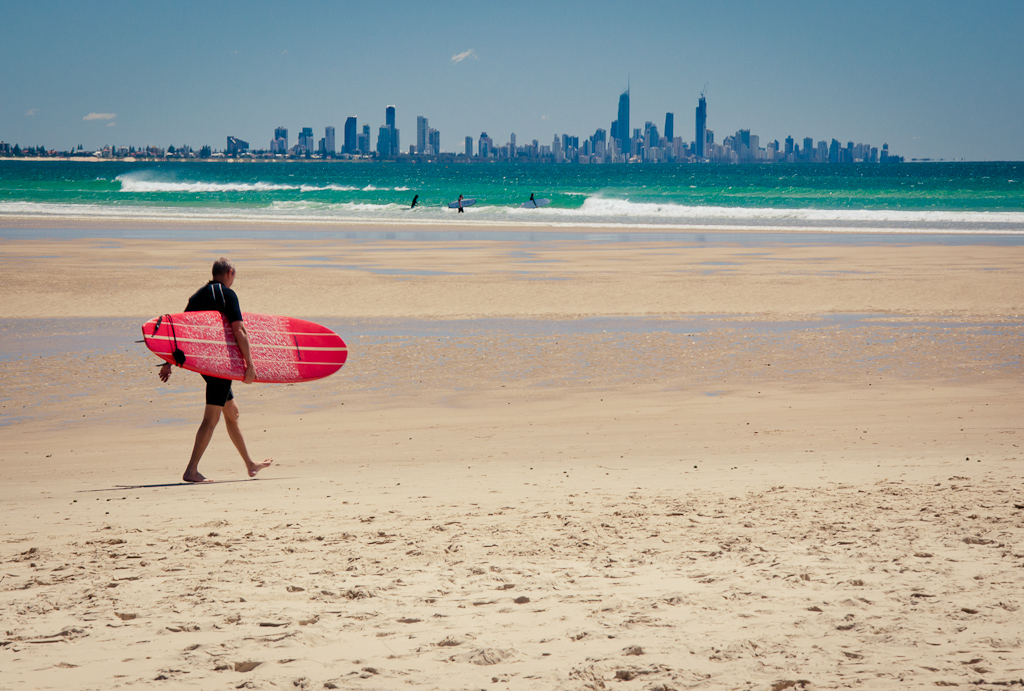
Серфер на Золотому узбережжі. Знаковий глобальний імідж австралійського туризму зосереджується на її пляжах, які є невіддільною частиною австралійської ідентичності.

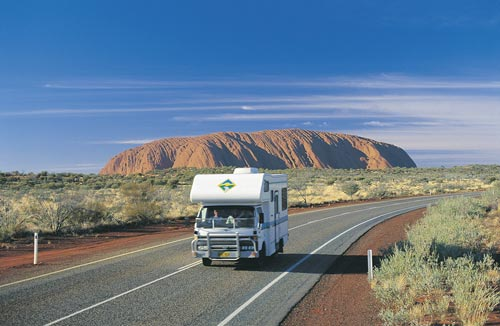
Проїзд по шосе Лассетер біля національного парку Улуру-Ката Тьюта в Північній території.

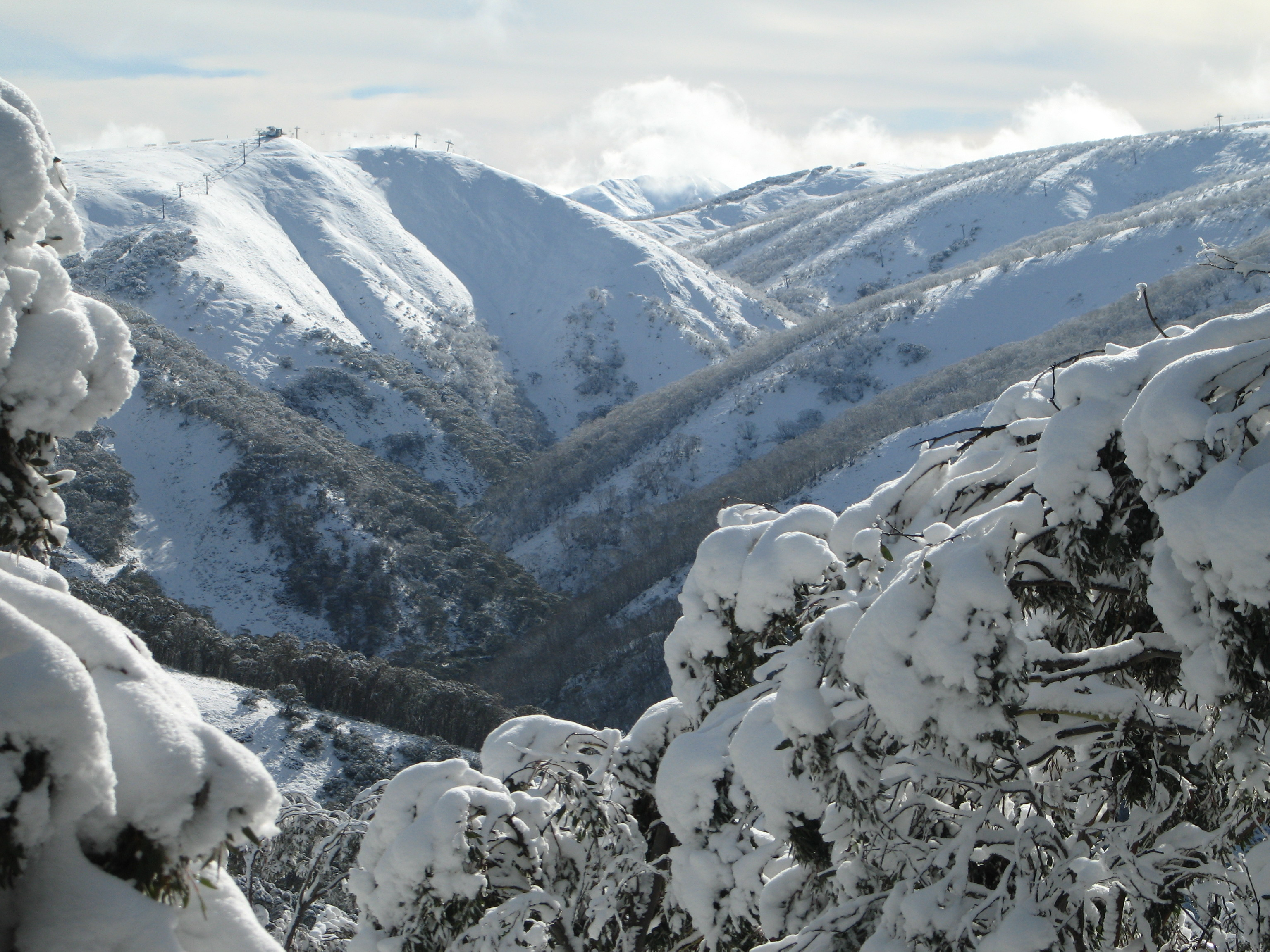
Гірськолижні траси на горі Хотем, розташовані у штаті Вікторія

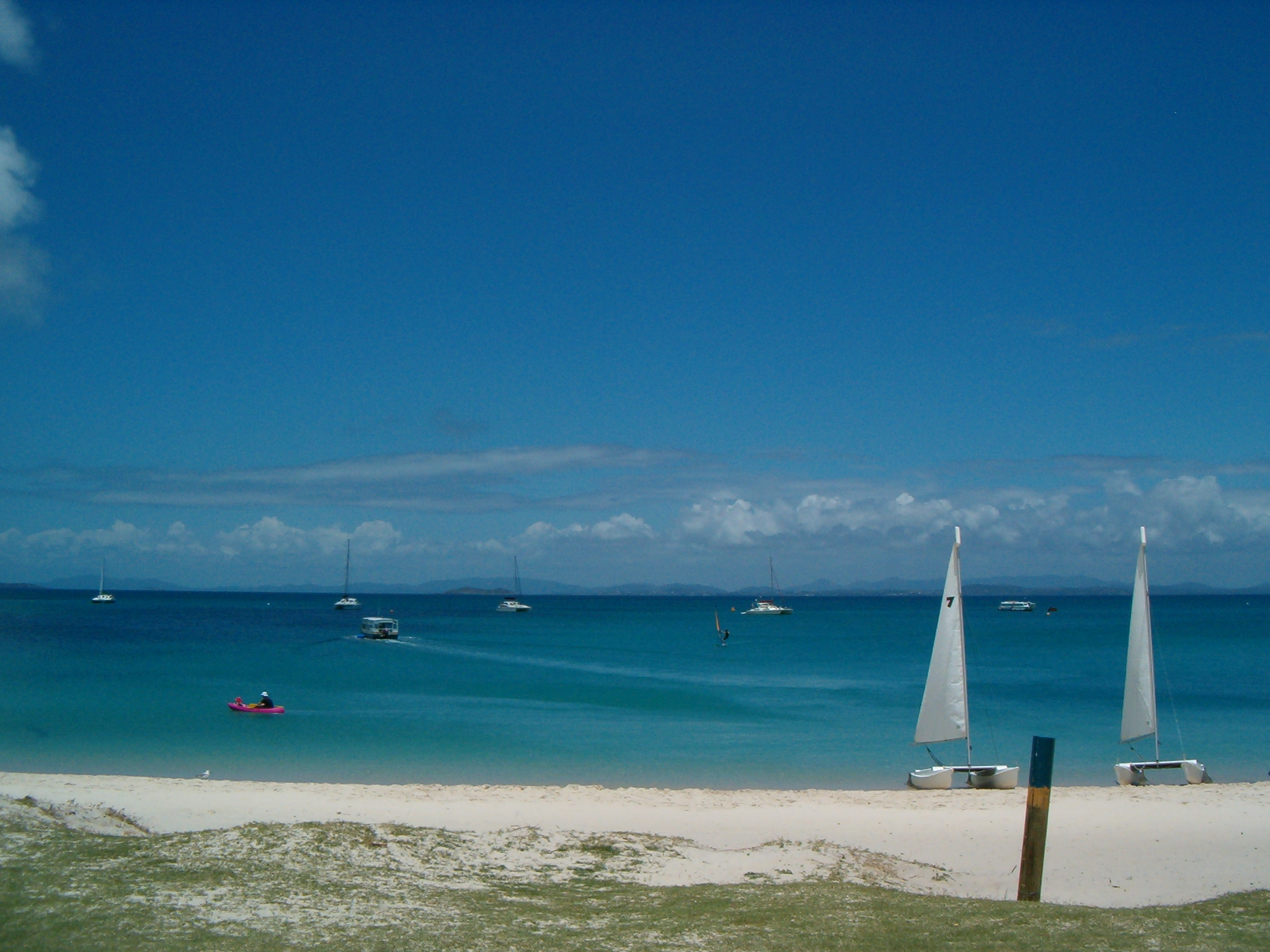
Великий пляж острова Кеппел

Туризм в Австралії є важливою частиною австралійської економіки та включає внутрішніх та іноземних відвідувачів. У 2018 і 2019 фінансовому році туризм був четвертим за величиною експортом Австралії й протягом останнього десятиліття зростав швидше, ніж зростання національного ВВП. Тоді він становив 3,1% ВВП Австралії, вносячи 60,8 мільярда австралійських доларів у національну економіку.
У календарному році до грудня 2019 року в Австралії було 8,7 мільйона іноземних відвідувачів. У 2018–2019 роках в Австралії в туризмі було зайнято 666 000 людей, тобто 1 з 21 робочих місць. Близько 48% людей, зайнятих у сфері туризму, працювали повний робочий день, а 54% – жінки. Туризм також приніс 8,2% загальних доходів Австралії від експорту у 2018–19 роках.
До популярних австралійських напрямків належать прибережні міста, а саме: Сідней, Брисбен і Мельбурн, також інші відомі напрямки, зокрема Квінсленд, Голд-Кост і Великий Бар’єрний риф, який є найбільшим у світі рифом. Іншими популярними місцями Австралії є Улуру та австралійський аутбек, а також пустеля Тасманії. Унікальна австралійська дика природа також є ще однією важливою туристичною визначною пам'яткою країни.

## Тенденції
Всупереч глобальним економічним викликам та стихійним лихам у 2010–2011 роках, зростання туризму в Австралії підтримувалося збільшенням споживання (зростання на 4,4% за останні кілька років, головним чином завдяки збільшенню кількості іноземних відвідувачів). На фоні сильного австралійського долара у 2010–2011 роках також відбулося рекордне число короткострокових виїздів з Австралії — 7,4 мільйона осіб, що на 9,9% більше, ніж у 2009–2010 роках. У 2010–2011 роках кількість внутрішніх туристів зросло трохи менше ніж вдвічі швидше, ніж міжнародних туристів (на 2,1% порівняно з 4,4% роком до того).
15 листопада 2010 року уряд Австралії оприлюднив потенціал індустрії туризму до 2020 року, згідно з яким вартість індустрії туризму в Австралії оцінюється в 140 мільярдів доларів витрат овернайт. Це зростання значною мірою відбуватиметься шляхом ключових ринків, що розвиваються, включаючи Китай, який, за оцінками, став найбільшим економічним вкладником в австралійський туризм до кінця 2020 року. З 2006 по 2012 рік кількість китайських відвідувачів зросла більш ніж удвічі, досягнувши піку в 626 400 у 2012 році та вперше перевищивши кількість прибулих зі Сполученого Королівства. До 2017 року Китай випередив Нову Зеландію як головне джерело відвідувачів Австралії, а у 2019 році китайські відвідувачі досягнули піку в понад 1,4 мільйона і зробили внесок в австралійську економіку близько 12 мільярдів австралійських доларів.    За словами директора Tourism Australia Ендрю МакЕвоя, туристи з Китаю є ті, які витрачають найбільше коштів в Австралії. 

## Візи
Усім відвідувачам Австралії, окрім жителів Нової Зеландії, для в’їзду в країну потрібна австралійська віза. Для більшості країн потрібна повна віза, та є певні виключення: власники паспортів усіх країн Європейського Союзу, а також усіх країн Шенгенської зони та європейських мікродержав можуть подати заявку онлайн на авторизацію eVisitor. Громадяни деяких країн ОЕСР і деяких країн Східної Азії можуть подати заявку на подібний дозвіл електронного управління подорожей. 

## Маркетинг

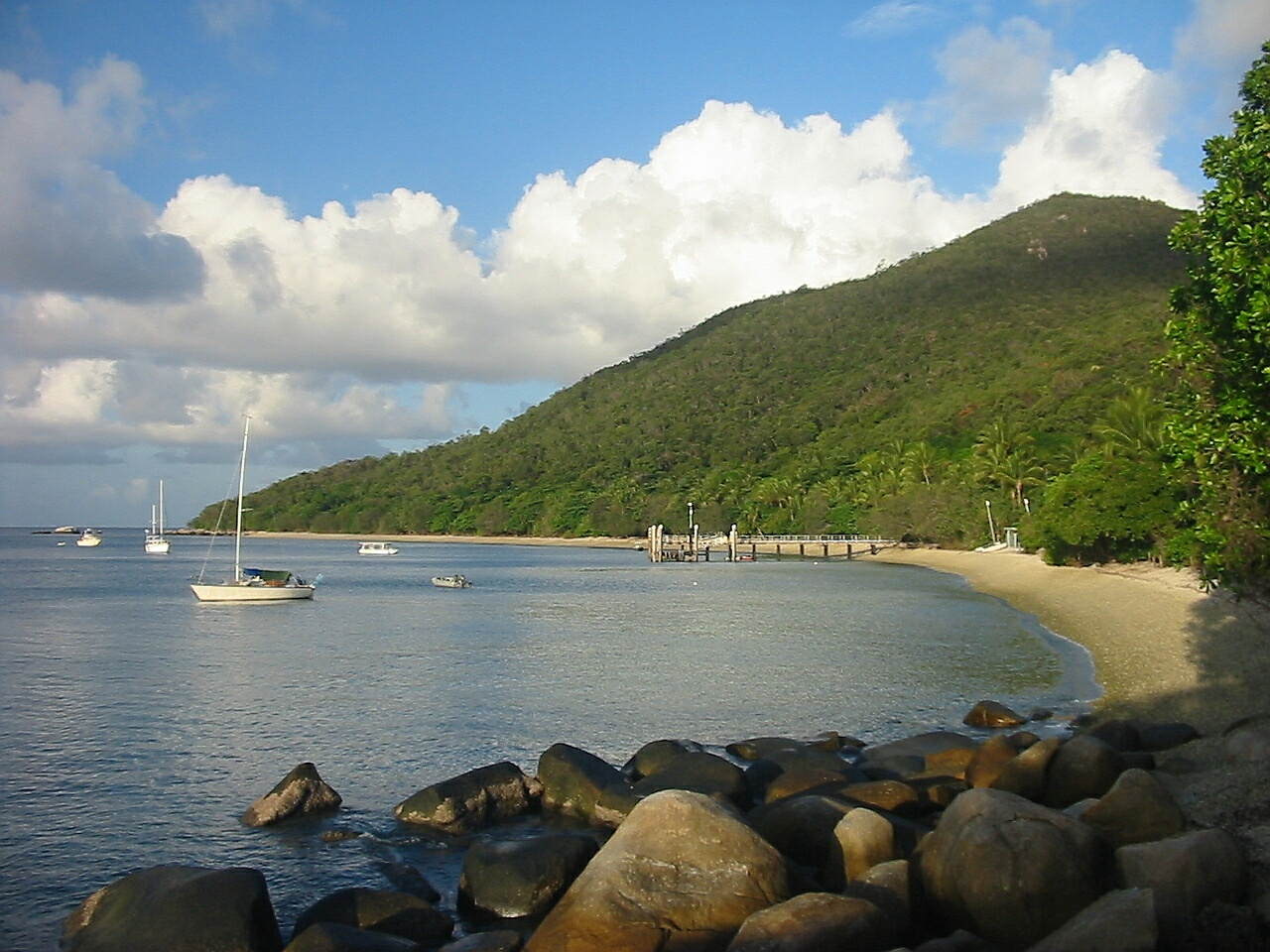
Острів Фіцрой, Квінсленд.

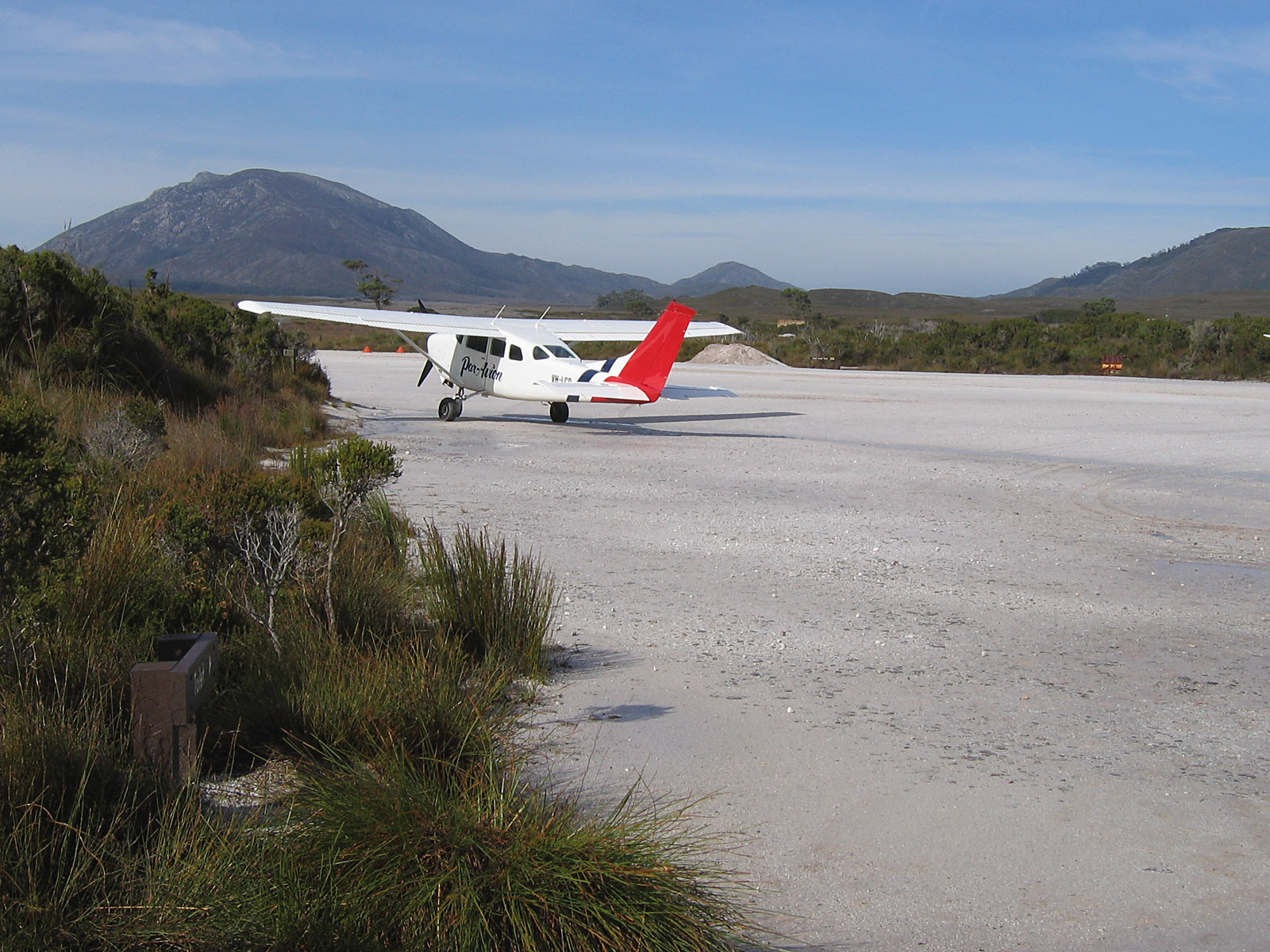
Туристичний літак готується до зльоту зі злітно-посадкової смуги Мелалеука в південно-західній пустелі Тасманії

Міжнародні туристичні кампанії Австралії були зосереджені на невимушеному стилі Австралії, наприклад рекламна кампанія 1980-х років, у якій актор Пол Хоган говорив американським туристам: «Я підкину тобі додаткову креветку на Барбі», або інша реклама більш зухвала у Сполученому Королівстві з використанням у рекламі австралійського розмовного гасла «То де ти, чорт візьми?».[джерело?]
Нова туристична кампанія Австралії під назвою «No Leave No Life» була розпочата в березні 2009 року тодішнім міністром туризму, Хон. Мартін Фергюсон AM MP. Ця кампанія була розроблена, щоб нагадати працівникам про особисті та професійні переваги щорічної відпустки, а також про те, що вони беруть цю відпустку в Австралії. Наприкінці червня 2009 року в економіці Австралії було 126 мільйонів днів накопиченої щорічної відпустки. Та ситуація суттєво змінилася вже через рік,на кінець кварталу червня 2010 року це число зменшилося до 117 мільйонів днів після падіння в попередні три квартали.
Ще одна цікава кампанія Tourism Australia «Немає нічого подібного до Австралії» запрошувала австралійців поділитися зі світом своїм улюбленим місцем або враженнями від Австралії. Кампанія базується на дослідженні, проведеному Tourism Australia, яке показало, що австралійці дуже люблять свою батьківщину і прагнуть просувати її на туристичному ринку. Кампанія була розроблена, щоб залучити австралійців, оскільки вони є експертами в тому, що робить Австралію несхожою ніде в іншому місці. Основне повідомлення про те, що «Нічого не схоже на Австралію» було розроблено для довголіття через різні середовища, аудиторію та діяльність.

## Типи туристів
| Країна                                 | 2000 рік  | 2005 рік  | 2013 рік  | 2014 рік  | 2015 рік  | 2019      |
| -------------------------------------- | --------- | --------- | --------- | --------- | --------- | --------- |
| </img> Китай                           | 120 000   | 250 000   | 708 900   | 839 000   | 1 310 900 | 1 323 000 |
| </img> Нова Зеландія                   | 817 000   | 1 098 900 | 1 100 000 | 1 241 400 | 1 309 000 | 1 272 000 |
| </img> Об'єднане Королівство           | 580 400   | 708 800   | 657 600   | 652,100   | 688 400   | 674 000   |
| </img> Сполучені Штати                 | 488,100   | 370 300   | 393,100   | 411 000   | 433300    | 764 000   |
| </img> Сінгапур                        | 285 700   | 266 100   | 339 800   | 372 100   | 395 800   | 407 000   |
| </img> Японія                          | 820 000   | 685 300   | 324 400   | 326 500   | 335 500   | 445 000   |
| </img> Малайзія                        | 152 100   | 166 000   | 278,100   | 324 500   | 338 800   | 346 000   |
| </img> Південна Корея                  | 157 400   | 250 500   | 197 500   | 204 100   | 230 100   | 256 000   |
| </img> Гонконг                         | 154,100   | 159 500   | 183 500   | 201 600   | 219 700   | 280 000   |
| </img> Індія                           | n/a       | n/a       | 168 600   | 196 600   | 233,100   | 350 000   |
| Всього                                 | 4 931 400 | 5 499 100 | 6 382 000 | 6 868 000 | 7 428 600 | 8 600 000 |
| Джерело: Австралійське бюро статистики |           |           |           |           |           |           |

### Міжнародні туристи

Щомісячна кількість відвідувачів за штатами, де вони проводили найбільше часу, з 1991 року. Новий Південний Уельс, Квінсленд і Вікторія є трьома найбільшими штатами за кількістю відвідувачів.

Туристи з Нової Зеландії становлять велику частину австралійського туристичного ринку, зазвичай беручи короткі пакетні тури, які зосереджені значною мірою на знакових пам’ятках (як правило, Сідней, Улуру, Голд-Кост), та перегляд місцевих тварин Австралії (зокрема коали та кенгуру).
Зростання туризму у 2019 році відбулося коштом освіти та подорожей на канікулах. Загальна кількість відвідувачів освітніх закладів зросла на 5% до 586 000, а витрати зросли на 8% до рекордних 12,7 мільярда доларів. Кількість відвідувачів під час свят суттєво зросла на 4% до майже 4 мільйонів, а загальний обсяг витрат зросли на 6% до 16,9 мільярда доларів.

### Бекпекерс
Австралія популярна серед людей, які займаються бекпекінгом, це  переважно молоді люди з Канади, Гонконгу, Японії, Південної Кореї, США та країн Західної Європи (зокрема Великої Британії, Ірландії, Франції, Нідерландів, Німеччини, Бельгії, Італії, Австрії, Швейцарії і країн Північної Європи). Проводячи більше часу в Австралії, ці мандрівники, як правило, досліджують велику частину Австралії. Багато туристів беруть участь у робочих відпустках, що дозволяє їм довше залишатися в країні. Робочі відпусткові візи в Австралію доступні для громадян віком від 18 до 30 років для більшості громадян Західної Європи, а також для громадян Канади та деяких розвинених країн Східної Азії, а саме: Гонконгу, Тайваню, Японії та Південної Кореї.

### Внутрішній туризм
Ринок внутрішнього туризму оцінюється в 63 мільярди доларів. У 2009 році австралійський внутрішній ринок зазнав падіння кількості ночей відвідувачів на 10%. У 2012 році внутрішній туризм загалом, зокрема безплатний автопричепи та кемпінги для ночівлі, мали попит.
Австралійці – обожнюють внутрішній туризм, у кожному штаті є велика кількість приморських курортних міст (багато з них розташовані на пляжах, зручних для серфінгу або поблизу них), гірських місць, численних національних парків, річок, рибальських місць, виноробних регіонів. Крім того, австралійці люблять відвідувати основні туристичні місця, а пік внутрішнього туризму досягається під час шкільних канікул в Австралії.
У 2011 році провідний австралійський турагент попередив, що недорогі перевізники, такі як AirAsia та Jetstar, що пропонують дешеві путівки до Азії, можуть загрожувати внутрішньому туристичному ринку.

### Ринки
| Країна / регіон        | опис |
| ---------------------- | --- |
| Австралія (внутрішній) | За рік, що закінчився 31 грудня 2009 року, загальна економічна вартість внутрішнього туризму склала 63,3 мільярда доларів США, причому 66,1 мільйона нічних поїздок в Австралії здійснили жителі Австралії віком від 15 років.                                                    |
| Сполучені Штати        | У 2010 році загальні витрати США склали 2,126 мільярда доларів. Потенціал індустрії туризму оцінює, що ринок Сполучених Штатів може зрости до 4,530-5,519 мільярдів доларів загальних витрат до 2020 року.                                                                        |
| Канада                 | У 2010 році Канада була дванадцятим найбільшим ринком в’їзду в Австралію за загальними витратами, на поїздки до Австралії було витрачено 700 мільйонів доларів. |
| Аргентина              | Аргентина є одним із туристичних ринків Австралії, що розвиваються. Прибуття до Австралії з Аргентини продовжують показувати хороші показники: відвідування друзів і родичів, сегменти відпусток і освіти повідомляють про гарне зростання з невеликої бази.                      |
| Бразилія               | У 2014–2015 роках Австралію відвідало 46 400 туристів із Бразилії, що на 19% більше, ніж роком раніше. |
| Китай                  | У 2010 році загальні витрати на китайському ринку склали 3,26 мільярда доларів. Потенціал індустрії туризму оцінює, що до 2020 року загальні витрати Китаю можуть зрости до 7,406–9,022 мільярда доларів США.                                                                     |
| Індія                  | У 2010 році загальні витрати на індійському ринку склали 0,826 мільярда доларів. У 2019 році витрати склали 1,8 мільярда доларів, що на 68% більше. Потенціал індустрії туризму оцінює, що до 2020 року загальні витрати Індії можуть зрости до 1,854–2,258 мільярда доларів США. |
| Гонконг                | У 2010 році Гонконг був одинадцятим найбільшим ринком в'їзду в Австралію за загальними витратами, де на поїздки до Австралії було витрачено 0,808 мільярда доларів. |
| Індонезія              | У 2010 році Індонезія була тринадцятим найбільшим ринком в’їзду в Австралію за загальними витратами, де на поїздки до Австралії було витрачено 0,608 мільярда доларів. |
| Південна Корея         | У 2010 році Південна Корея витратила 1,279 мільярда доларів. Потенціал індустрії туризму оцінює, що південнокорейський ринок має потенціал для зростання до 2,792 мільярда доларів США та 3,401 мільярда доларів США загальних витрат до 2020 року.                               |
| Малайзія               | У 2010 році загальні витрати Малайзії склали 1,047 мільярда доларів. Потенціал індустрії туризму оцінює, що до 2020 року ринок Малайзії може зрости до 2,046–2,492 мільярда доларів загальних витрат.                                                                             |
| Тайвань                | У квітні 2015 року кількість туристів з Тайваню зросла до 121 400, що на 9,1% більше, ніж у попередньому році. Загальна вхідна економічна вартість тайванського ринку зросла на 21 відсоток до 398 мільйонів доларів.                                                             |
| Сінгапур               | У 2010 році загальні витрати Сінгапуру склали 1,199 мільярда доларів. Потенціал індустрії туризму оцінює, що ринок Сінгапуру має потенціал для зростання до 2,266-2,760 мільярда доларів загальних витрат до 2020 року.                                                           |
| Таїланд                | Таїланд посідає 15-е місце серед вихідних ринків Австралії за кількістю прибуттів. У 2008/09 році Австралія прийняла загалом 77 500 відвідувачів з Таїланду, що на 8 відсотків менше, ніж у попередньому році.                                                                    |
| В'єтнам                | У календарному 2010 році було 37 246 прибуттів з В'єтнаму, що на сім відсотків більше, ніж у попередньому році. |
| Об'єднане Королівство  | У 2010 році загальні витрати Сполученого Королівства склали 3,184 мільярда доларів. Потенціал індустрії туризму оцінює, що ринок Сполученого Королівства має потенціал для зростання до 5,479 мільярдів доларів США та 6,675 мільярдів доларів США загальних витрат до 2020 року. |
| Нідерланди             | Загальна вхідна економічна вартість ринку Нідерландів становила 300 мільйонів доларів у 2008/09 роках, що на три відсотки більше, ніж у попередньому році. |
| Німеччина              | У 2010 році загальні витрати Німеччини склали 0,910 мільярда доларів. Потенціал індустрії туризму оцінює, що Німеччина має потенціал для зростання до 1,902 мільярда доларів США та 2,316 мільярда доларів США загальних витрат до 2020 року.                                     |
| Швейцарія              | У 2014/2015 році Австралія прийняла загалом 53 600 відвідувачів зі Швейцарії. Загальна вхідна економічна вартість склала 270 мільйонів доларів, що на один відсоток менше, ніж у попередньому році.                                                                               |
| Франція                | У 2010 році загальні витрати Франції склали 0,561 мільярда доларів. Потенціал індустрії туризму оцінює, що до 2020 року ринок Франції може зрости до 1,153–1,405 мільярда доларів загальних витрат.                                                                               |
| скандинавський         | Загальна вхідна економічна вартість скандинавського ринку зросла на 5 відсотків протягом 2008/2009 років і була оцінена в 506 мільйонів доларів США. У 2008/09 році Австралія прийняла загалом 58 700 відвідувачів із Північного регіону.                                         |
| Ірландія               | У 2008/09 році Австралія прийняла загалом 64 420 відвідувачів з Ірландії, що на 1 відсоток менше, ніж у попередньому році. Загальна вхідна економічна вартість зросла на 3 відсотки до 479 мільйонів австралійських доларів у 2008/09 роках.                                      |
| Іспанія                | Незважаючи на значне збільшення прибуттів відвідувачів у жовтні, загальна кількість прибуттів за рік до сьогоднішнього дня (з початку року) продовжує бути значно нижчою за минулий рік, і Іспанія продовжує залишатися одним із найбільш постраждалих європейських ринків.       |
| Італія                 | У 2014–2015 роках з Італії прибуло 73 200 відвідувачів. |

## Основні пам'ятки

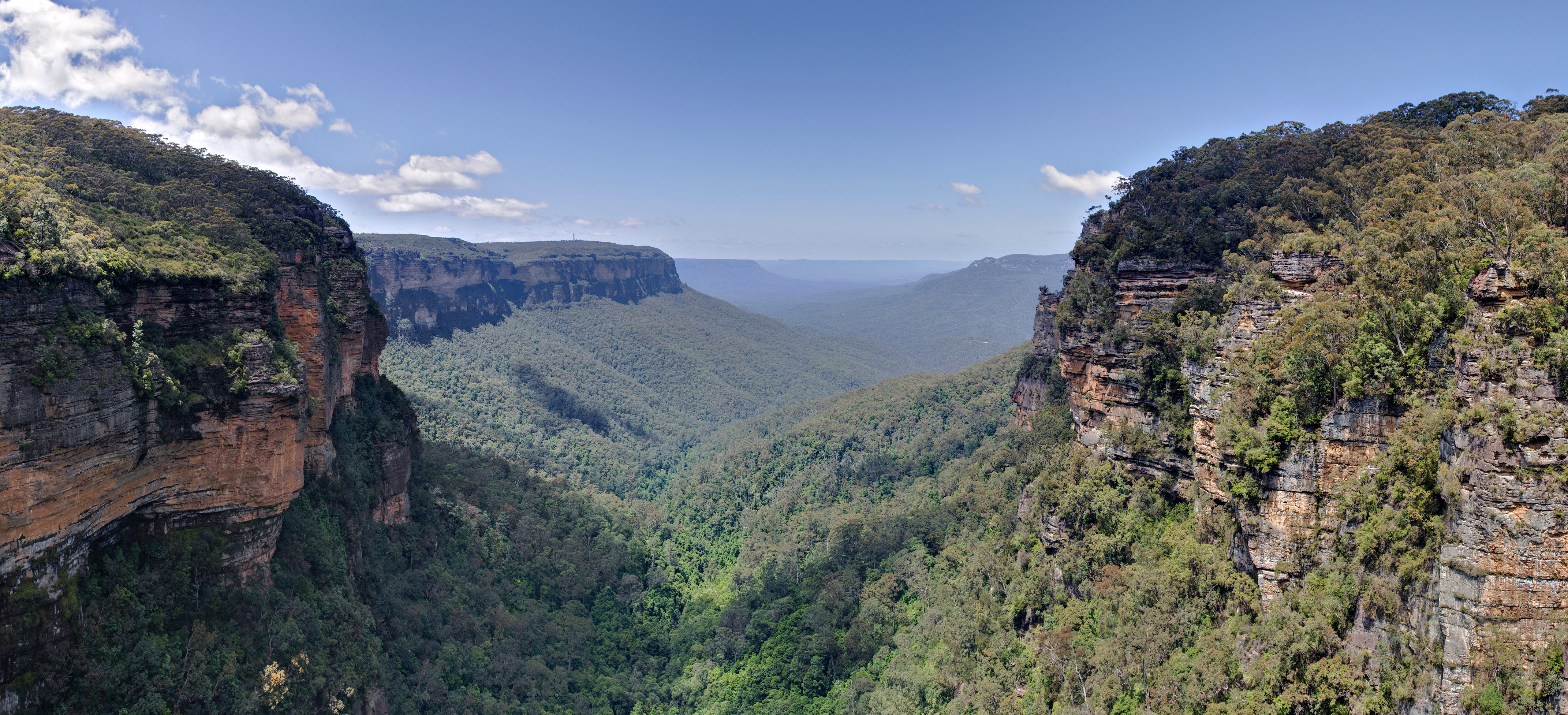
Долина Джеймісон у Блакитних горах

### Напрямки
Герві-Бей — туристичне місто з широкими можливостями для туризму, зокрема: спостереження за китами.
Острів Фрейзер вважається найбільшим піщаним островом у світі на 1840 км2. Це також найбільший острів міста Квінсленд. На острові велика кількість рослинності: є тропічні, евкаліптові та мангрові ліси, валлум і торф’яні болота, піщані дюни та прибережні верески. На острів можна дістатися на поромі з річки Хедс (на південь від Герві-Бей) до Кінгфішер-Бей і Вангулба-Крік або Інскіп-Пойнт на північ від Рейнбоу-Біч до Хук-Пойнта або чартерним рейсом з аеропорту Маручидор.[джерело?]

#### Великий Бар'єрний риф

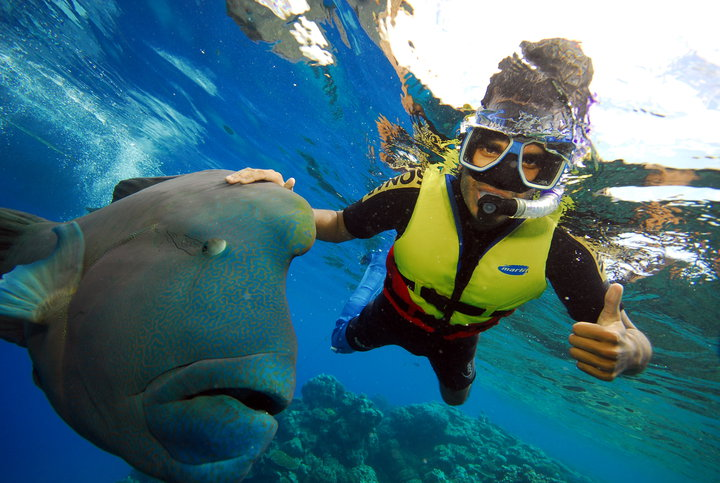
Снорклінг на Великому Бар'єрному рифі, 2011

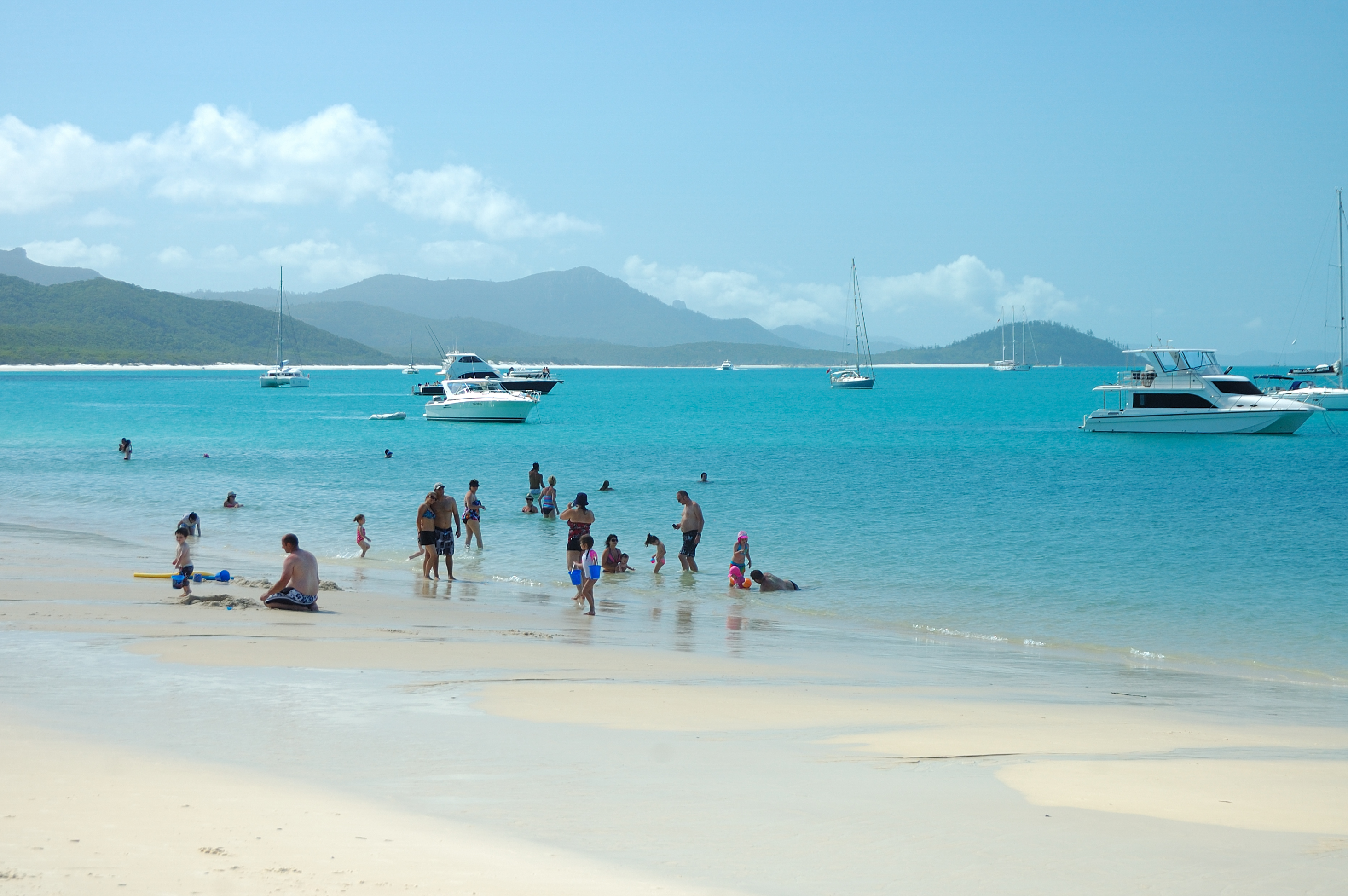
Австралійські пляжі відомі у всьому світі.

Великий Бар'єрний риф щороку приваблює до двох мільйонів відвідувачів.  У цьому місці дозволяють залишатися на кемпінг і будь-який комерційний морський туризм у морському парку Великого Бар’єрного рифу, який наразі дає мінімальний вплив туристів на риф.  Такі дестинації, як: Улуру, національний парк Какаду та острів Фрейзер є головними природними пам'ятками Австралії. Улуру виграв премію Qantas Australian Tourism Awards у 2013 році та був визнаний найкращим туристичним об’єктом Австралії. 
Наприкінці 2013 року Грег Хант, міністр навколишнього середовища Австралії, схвалив план для створення трьох суднових терміналів у рамках будівництва вугільного порту. Згідно з дозвільними документами, мають на меті створити близько 3 мільйонів кубічних метрів морського дна, яке буде скинуто в зону Великого Бар’єрного рифу.

#### Сіднейський оперний театр
Ще одна пам'ятка, яка приваблює багатьох туристів — це Сіднейський оперний театр. Шопінг і казино є головною цікавинкою для багатих китайських відвідувачів. Вино, культура корінних народів і природний туризм також породжують подорожі в Австралії.

### Найкращі місця Австралії

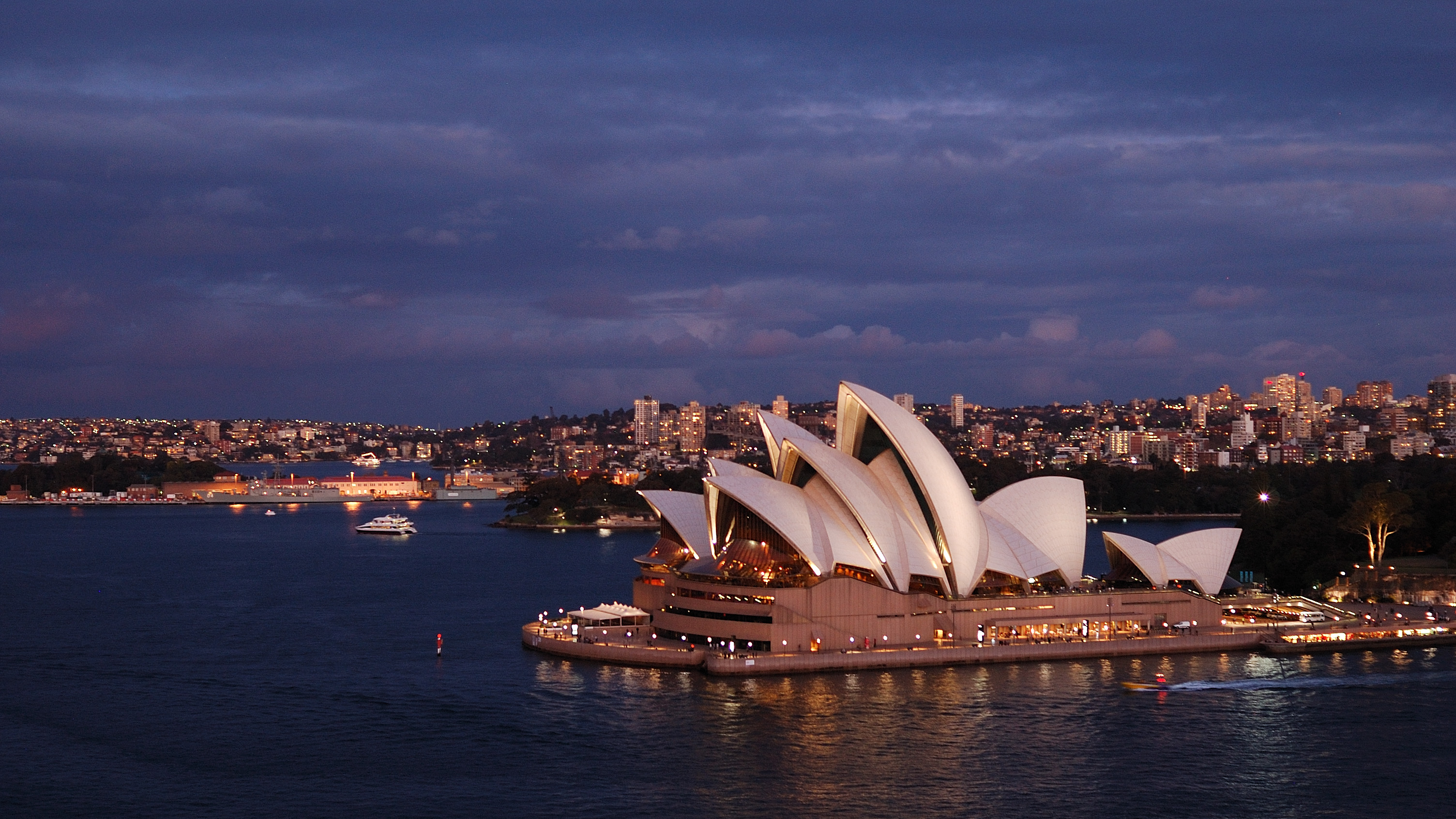
Сіднейський оперний театр

Основні австралійські символи для туристів:
- Red Centre
- Great Ocean Road
- Barossa Valley
- Kakadu
- The Kimberley
- Kangaroo Island
- Byron Bay
- Tasmanian Wilderness
- Australian Alps
- Ningaloo
- Flinders Ranges
- Fraser Island
- Sydney Harbour Bridge
- Freycinet
- Gippsland
- Uluru
- Coober Pedy
- Sydney Opera House
- Phillip Island
- Melbourne Cricket Ground
- Blue Mountains
- Namadgi National Park[30]

- Візова політика Австралії
- Список об'єктів всесвітньої спадщини Австралії
- Туризм у Сіднеї
- Туризм у Мельбурні
- Туризм у Брисбені
- Туризм у Квінсленді
- Туризм у Перті
- Плата за перевезення пасажирів
- Австралійська національна туристична асоціація

## Управління туризмом в Австралії

### 1. Національний рівень: Tourism Australia та Austrade
Головним федеральним органом, відповідальним за просування Австралії як туристичного напрямку, є Tourism Australia. Заснована у 2004 році, ця агенція займається міжнародним маркетингом, організацією кампаній та підтримкою бренду країни на глобальному рівні. Її діяльність координується Міністерством закордонних справ і торгівлі .
Austrade (Australian Trade and Investment Commission) відповідає за формування туристичної політики, реалізацію програм підтримки та дослідження галузі. Вона також керує національною стратегією розвитку туристичної галузі THRIVE 2030, яка має на меті відновити витрати у сфері туризму до $166 млрд до 2024 року та збільшити їх до $230 млрд до 2030 року .

### 2. Регіональний рівень: приклад Квінсленду
Кожен штат має власні органи управління туризмом. У Квінсленді цю функцію виконує Tourism and Events Queensland (TEQ), яка відповідає за маркетинг, розвиток туристичних продуктів та організацію .
У 2025 році уряд Квінсленду представив амбітну стратегію "Destination 2045", яка передбачає :
- розвиток 45 екотуристичних об'єктів;
- відновлення островів Великого Бар'єрного рифу;
- залучення міжнародних подій та артистів;
- будівництво 40 000 нових готельних номерів;
- спрощення доступу до національних парків для малого бізнесу.

## 3. Сталий туризм: національні ініціативи
Австралія активно впроваджує принципи сталого туризму. У 2023 році було затверджено Національну рамкову програму сталого туризму та розроблено практичний інструмент — Sustainable Tourism Toolkit. Ці ресурси допомагають підприємствам впроваджувати екологічні практики та відповідати зростаючому попиту на "зелені" подорожі .
Особливу увагу приділяють Великому Бар'єрному рифу, де спільно з Queensland Parks and Wildlife Service реалізується стратегія управління туризмом до 2035 року. Вона спрямована на збереження екосистеми та підтримку культурної спадщини регіону .

## Загальна характеристика
Австралія демонструє комплексний підхід до розвитку туризму, поєднуючи економічне зростання з екологічною відповідальністю. Завдяки стратегічному плануванню та співпраці між різними рівнями влади, країна продовжує зміцнювати свої позиції на світовому туристичному ринку.

## Зовнішні посилання
- Інформація про австралійські свята та подорожі
- Туризм Австралії
- Tourism Research Australia
- Департамент внутрішніх справ
- Austrade - Туризм